# Campeonato Paulista de Voleibol Masculino

|-
 

 

 

 

 

 

 

 

 

 

 

 

 

 

 

 

 

 

 

 

 

 

 

 

 

 

 

 

 

 

 

 

 

 

 

 

 

 

 

 

 

 

 

 

 

 

 

 

 

 

 

 

 

 

 

 

 

 

 

 

 

 

 

 

 

 

 

 

 

 

 

 

 

 

 

 

 

 

 

 

 

 

 

 

 

 

 

 

 

 

 

 

 

 

 

 

 

 

 

 

 

 

 

 

 

 

 

 

 

 

 

 

 

 

 

 

 

 

 

 

 

 

 

 

 

 

 

 

 

 

 

 

 

 

 

 

 

 

 

 

 

 

 

 

 

 

 

 

 

 

 

 

 

 

 

 

 

 

 

 

 

 

 

 

 

 

 

 

 

 

 

 

 

 

 

 

 

 

 

 

 

 

 

 

 

 

 

 

 

 

 

 

 

 

 

 

 

 

 

 

 

 

 

 

 

 

 

 

 

 

 

 

 

 

 

 

 

 

 

 

 

 

 

 

 

 

 

 

 

 

 

 

 

 

 

 

 

 

 

 

 

 

 

 

 

 

 

 

 

 

 

 

 

 

 

 

 

 

 

 

 

 

 

 

 

 

 

 

 

 

 

 

 

 

 

 

 

 

 

 

 

 

 

 

 

 

 

 

 

 

 

 

 

 

 

 

 

 

 

 

 

 

 

 

 

 

 

 

 

 

 

 

 

 

 

 

 

 

 

 

 

 

 

 

 

 

 

 

 

 

 

 

 

 

 

 

 

 

 

 

 

 

 

 

 

 

 

 

 

 

 

 

 

 

 

 

 

 

 

 

 

 

 

 

 

 

 

 

 

 

 

 

 

 

 

 

 

 

 

 

 

 

 

 

 

 

 

 

 

 

 

 

 

 

 

 

 

 

 

 

 

 

 

 

 

 

 

 

 

 

 

 

 

 

 

 

 

 

 

 

 

 

 

 

 

 

 

 

 

 

 

 

 

 

 

 

 
O Campeonato Paulista de Voleibol Masculino é a principal competição de clubes de voleibol masculino do São Paulo e o principal campeonato estadual do Brasil.
A competição é organizada pela Federação Paulista de Volleyball (FPV). O torneio é dividido em duas divisões: Especial e Primeira Divisão. Ambas as divisões costumam ter número variável de equipes participantes a cada edição. A equipe vencedora Divisão Especial é designada campeã paulista de voleibol.
No passado uma característica bastante comum no campeonato era a associação de fortes equipes de outros estados com clubes de São Paulo para a disputa do Paulista, tornando-o uma espécie de "mini-Superliga". Desde 2009 o torneio não conta mais com tais equipes "estrangeiras" ao estado.
Os direitos de transmissão da Divisão Especial pertencem ao canal de TV por assinatura SporTV, que transmite o torneio para todo o Brasil.

## História
Os campeões do Campeonato Paulista (Divisão Especial) são:
Fontes GE  

## Títulos por clube
|    | Clube                   | Títulos | Ano dos títulos                                            |
| -- | ----------------------- | ------- | ---------------------------------------------------------- |
| 1  | EC União Suzano         | 10      | 1992, 1993, 1994, 1995, 1997, 1998, 1999, 2002, 2007, 2008 |
| 2  | ADC Pirelli             | 7       | 1981, 1982, 1983, 1984, 1985, 1986, 1987                   |
| 3  | EC Banespa              | 6       | 1989, 1990, 1991, 2001, 2004, 2005                         |
| 3  | Funvic/Taubaté          | 6       | 2014, 2015, 2016, 2017 , 2018, 2019                        |
| 5  | CA Paulistano           | 5       | 1973, 1977, 1978, 1979, 1980                               |
| 6  | SESI-SP                 | 4       | 2009, 2011, 2012, 2013                                     |
| 7  | BVC Campinas            | 3       | 2020, 2021, 2022                                           |
| 8  | EC Pinheiros            | 2       | 2005, 2006                                                 |
| 8  | Telesp Clube            | 2       | 1988, 1996                                                 |
| 8  | Santos FC               | 2       | 1974, 1975                                                 |
| 11 | EC Santo André          | 1       | 1976                                                       |
| 11 | São Paulo FC            | 1       | 2003                                                       |
| 11 | GRER Araçatuba          | 1       | 2010                                                       |
| 11 | Vedacit/Vôlei Guarulhos | 1       | 2023                                                       |